# The Monsters Are Due on Maple Street
The Monsters Are Due on Maple Street este al 22-lea episod din sezonul I al serialului original Zona crepusculară. A avut premiera la 4 martie 1960 pe CBS. Este regizat de Ronald Winston după un scenariu de Rod Serling. Rolurile principale au fost interpretate de actorii Claude Akins, Barry Atwater, Jack Weston și Burt Metcalfe. În 2009, TIME a desemnat episodul ca fiind unul dintre cele mai bune 10 episoade Zona crepusculară.

## Prezentare

### Introducere
| “ | Maple Street, în SUA. Sfârșitul verii. O mică lume mărginită de copaci, de terase, de grătare, râsete de copii și de clopotul vânzătorului de înghețată. Apare cu zgomot și lumină, ceea ce înseamnă că este exact 6:43 PM pe Maple Street. Aceasta este Maple Street într-o sâmbătă după-amiaza. Maple Street, care se bucură de ultimul său moment de liniște înainte de venirea monștrilor. | ” |

### Rezumat
Este septembrie. Strada Maple este plină de copii care se joacă și de adulți care vorbesc. O lumină puternică însoțită de un zgomot puternic trece pe deasupra străzii. Mai târziu, seara, localnicii își dau seama că nu mai au curent electric și ies cu toții afară pe stradă pentru a discuta situația.
Steve decide să meargă în oraș pentru a vedea ce se întâmplă, dar mașina sa nu pornește așa că decide să meargă pe jos. Tommy, un băiat de pe stradă, îl roagă să nu facă asta. El este convins că acesta este un semn al unei iminente invazii extraterestre. Potrivit lui, o astfel de invazie se manifestă întotdeauna prin sosirea unor extratereștri deghizați ca oameni: un tată, o mamă și copii. Între timp, nici mașina lui Les Goodman nu pornește. Când se alătură celorlalți,  mașina sa pornește singură. 
Comportamentul misterios al mașinii sale îl face suspect. Vecinii săi încep să discute despre ieșirile sale nocturne și despre felul în care se uită la cer. Atunci când Steve încearcă să-i calmeze pe ceilalți devine noul suspect deoarece construiește un radio pe care nu l-a văzut nimeni.
Un bărbat necunoscut apare pe strada întunecată. Toți sunt panicați iar Charlie îl împușcă mortal. Se dovedește că victima este Pete Van Horn.
Dintr-o dată se aprind becurile din casa lui Charlies care devine noul suspect. Acesta fuge spre casa sa, urmărit de mulțime. În mai multe case becurile se aprind și se sting. Începe o revoltă în care toată lumea suspectează pe toată lumea că este de pe altă planetă, se aud focuri de armă.   
Episodul se încheie cu doi extratereștri care urmăresc revolta. Aceștia consideră că misiunea a fost un succes și că  omenirea va fi distrusă prin alte operațiuni asemănătoare și  planifică următoarea lor țintă.

### Concluzie
| “ | Instrumentul de cucerire nu îl reprezintă întotdeauna doar bombele și exploziile. Unele arme sunt doar gânduri, atitudini și prejudecăți aranjate în mințile oamenilor. Un lucru este sigur. Prejudecățile pot ucide, suspiciunea poate distruge și căutarea unui țap ispășitor are propriile sale avantaje pentru copii și pentru copiii care se vor naște. Problema este că aceste urgii se răspândesc și dincolo de Zona Crepusculară. | ” |

## Distribuție
- Claude Akins - Steve Brand
- Barry Atwater - Les Goodman
- Jack Weston - Charlie Farnsworth
- Burt Metcalfe - Don Martin
- Amzie Strickland -   femeie fără nume
- Anne Barton - Mrs. Brand
- Jan Handzlik -  Tommy
- Mary Gregory - Sally
- Jason Johnson - un bătrân
- Leah Waggner - Mrs. Goodman
- Joan Sudlow -o bătrână
- Ben Erway - Pete Van Horn
- Sheldon Allman - primul extraterestru
- William Walsh - al doilea extraterestru

## Producție
Extratereștrii poartă uniformele care apar în filmul SF din 1956 Planeta interzisă (Forbidden Planet).

## Refacere
O reface a episodului a fost realizată în 2003 pentru noul serial Zona crepusculară,  episodul a fost redenumit "The Monsters Are On Maple Street", cu Andrew McCarthy ca Will Marshall și Titus Welliver ca Dylan. Diferența intre cele două episoade este că refacerea este despre frica față de terorism. Pana de curent nu este provocată de extratereștri  ci de către Guvernul SUA prin intermediul Armatei SUA, pentru a testa reacția la frica de terorism a unui orășel din Statelor Unite ale Americii]].  În cele din urmă, cartierul își varsă toată furia și frustrarea asupra unei familii care nu și-a părăsit niciodată casa lor după ce a avut loc pana de curent, crezând că aceștia  au provocat-o deoarece această familie încă mai avea curent electric.

## Alte produse media
Tema episodului este reluată în filmul din 1996 Efect de recul (The Trigger Effect), regia David Koepp, scenariul David Koepp, cu actorii Kyle MacLachlan, Elisabeth Shue și Dermot Mulroney. De asemenea filmul Negura (2007) are un scenariu asemănător.